# Camacinia harterti
Camacinia harterti е вид водно конче от семейство Libellulidae.

## Разпространение
Видът е разпространен в Индонезия (Суматра), Китай (Гуандун), Малайзия (Западна Малайзия и Сабах) и Тайланд.

## Описание
Популацията на вида е намаляваща.